# ジョシュ・ボウマン
ジョシュ・ボウマン（Joshua Tobias "Josh" Bowman, 1988年3月4日 - ）は、イギリスの俳優。 

## 略歴
イングランド、バークシャー州出身。パブリック・スクールであるウェリントン・カレッジ卒。サラセンズに所属するラグビー選手だったことがあるが、肩を壊し断念する。その後、ニューヨークのアクターズ・スタジオで演劇を学んだ。

## 私生活
過去にエイミー・ワインハウスやマイリー・サイラスとの交際歴がある。2012年より『リベンジ』の共演者エミリー・ヴァンキャンプと交際、2018年に結婚した。

## フィルモグラフィー

### 映画
| 年   | 邦題/原題                        | 役名                 | 備考 |
| ---- | -------------------------------- | -------------------- | ---- |
| 2010 | ナイト・ウルフ/人狼憑異 13Hrs    | ダグ・ウォーカー     |      |
| 2010 | フライ・オブ・ザ・デッド Prowl   | ピーター             |      |
| 2012 | ミス・エージェント So Undercover | ニコラス・デクスター |      |

### テレビ
| 年          | 邦題/原題                                                        | 役名                     | 備考                        |
| ----------- | ---------------------------------------------------------------- | ------------------------ | --------------------------- |
| 2011        | 跳べ! ロックガールズ ～メダルへの誓い Make It or Break It        | マックス                 | 6エピソード                 |
| 2011 - 2015 | リベンジ Revenge                                                 | ダニエル・グレイソン     | メインキャスト 77エピソード |
| 2017        | タイム・アフター・タイム ～ H・G・ウェルズの冒険 Time After Time | ジョン・スティーブンソン | メインキャスト              |
| 2018        | ドクター・フー シーズン11 Doctor Who                             | クラスコ                 | 第3話ゲスト                 |